# Dhimitër Progoni
Dhimitër (Demetrio) Progoni fue el tercer y último Príncipe de Arbanon, que reinó desde 1208 a 1216. Gobernó la fortaleza montañosa de Kruja, capital del Principado de Albanon, Arbanon o Arbër tras suceder a su hermano mayor Gjin y llevó Albanon a su máxima expansión. Demetrio gobernó en alianza con Ragusa, Venecia y el reino medieval de Serbia; se casó con la princesa Komnena, hija del monarca Stefan Nemanjić. Posteriormente se volvió contra Venecia.

## Trasfondo
- véase también Historia de Albania

Según algunos historiadores, el reino de Progon fue el primer estado albanés durante la Edad Media. Poco se sabe sobre el arconte Progon que fue el primer gobernante de Kruja y sus alrededores, entre 1190 y 1198. La fortaleza de Kruja permaneció en posesión de la Casa de Progon y Progon fue sucedido por sus hijos Gjin y Demetrio. Hacia 1204 Albanon era un principado autónomo del Imperio Bizantino.[cita requerida] Los títulos arconte (utilizado por Progon) y panhypersebastos (utilizado pro Demetrio) son una señal de su dependencia de Bizancio.

## Vida

### Familia y títulos
Demetrio, hijo de Progon de Kruja, fue el tercer y último señor de la Casa de Progon, reinando entre 1208 y 1216. Sucedió a su hermano Gjin y llevó su principado a su mayor extensión. Fuentes occidentales contemporáneas le atribuyen los títulos de judex ("juez") y princeps Arbanorum ("príncipe de los albanos"), mientras que las fuentes bizantinas se refieren a él como megas archon ("gran señor").

### Alianzas y conflictos
En 1208, Demetrio se casó con Komnena Nemanjić, hija del Gran Príncipe de Serbia y posteriormente rey Stefan Nemanjić (r. 1196-1228). Este matrimonio desembocó en una alianza y posterior vasallaje a Serbia en medio de los conflictos con la República de Venecia.
Al mismo tiempo en el reino de Zeta, Jorge Nemanjić se alió con Venecia. La guerra entre las dos ramas de la familia Nemanjić, iniciada con Vukan y Esteban de Serbia, continuó con Jorge. Una inscripción de Gëziq menciona a la familia de Progon como "jueces" y menciona su dependencia de Mladen y Jorge. Jorge prometió apoyo militar si Demetrio atacaba territorio veneciano, en un tratado firmado el 3 de julio de 1208. La alianza y conflicto puede haber estado relacionado con la lucha entre los reinos de Rascia (Serbia) y Zeta, pero Demetrio tenía lazos estrechos con Serbia tras haberse casado con una princesa de ese país, hija del rey Esteban. Hacia 1212, los venecianos habían abandonado Albanon en circunstancias inciertas. Albanon mantuvo si fidelidad tradicional a Bizancio y Serbia, bajo la esfera del cristianismo ortodoxo; cuando Demetrio murió, Gregorio Kamonas lo sucedió en el gobierno de Albanon, y tomó a su viuda Komnena como su segunda esposa, fortaleciendo los lazos con Serbia, que habían sido debilitados por un ataque serbio contra Scutari, que provocó el colapso del ducado veneciano de Durazzo.
En busca de aliados, Demetrio firmó un tratado con la República de Ragusa en 1209 y comenzó negociaciones con el Papa Inocencio III sobre la conversión de sus vasallos al catolicismo. Se consideró una maniobra estratégica, que Demetrio llevó a cabo para establecer lazos con el Papado en contra de Venecia. La amistad con el Papa fue de corta duración y pronto degeneró en malas relaciones.
El aliado más próximo de Demetrio fue un arconte bizantino llamado Demetrio Gaba III.[cita requerida]

### Muerte y consecuencias
A la muerte de Demetrio en 1215 el poder de Kruja pasó a su viuda Komnena, que pronto se casó con Gregorio Kamonas, un greco-albanés que tomó el poder en Kruja y fortaleció las relaciones con Serbia. Komnena tuvo una hija con Gregorio que se casó con Golem